# Marianinha-de-cabeça-preta
Pionites melanocephalus (L.), popularmente conhecido como periquito-de-cabeça-preta, maipuré e marianinha-de-cabeça-preta, é uma espécie de ave da família Psittacidae.
Pode ser encontrada nos seguintes países: Brasil, Colômbia, Equador, Guiana Francesa, Guiana, Peru, Suriname e Venezuela.
Os seus habitat naturais são: florestas subtropicais ou tropicais úmidas de baixa altitude e pântanos subtropicais ou tropicais.

## Etimologia
Como o nome indica, possui o alto da cabeça preta, nuca alaranjada, garganta e coxa amarelas e abdômen branco. "Maipuré" procede do tupi amazonense maipu're. Melanocephalus procede dos termos gregos mélas, aina, an (negro) e kephalé, ês (cabeça), significando, portanto, "cabeça negra".

## Subespécies
São reconhecidas duas subespécies:
- Pionites melanocephalus melanocephalus (Linnaeus, 1758) - ocorre do sudeste da Colômbia até a Venezuela, nas Guianas e no norte do Brasil;
- Pionites melanocephalus pallidus (Berlepsch, 1889) - ocorre do sul da Colômbia até o leste do Equador e no nordeste do Peru. Esta subespécie apresenta o peito e ventre mais brancos que a subespécie nominal, e tem amarelo intenso na garganta, coxas e rabo.